# Мічурінське (Байтерецький район)
Мічу́рінське (каз. Мичуринское) — село у складі Байтерецького району Західноказахстанської області Казахстану. Адміністративний центр Мічурінського сільського округу.
Населення — 6219 осіб (2021; 4924 у 2009, 3294 у 1999, 3048 у 1989).